# Лавандер-Пит

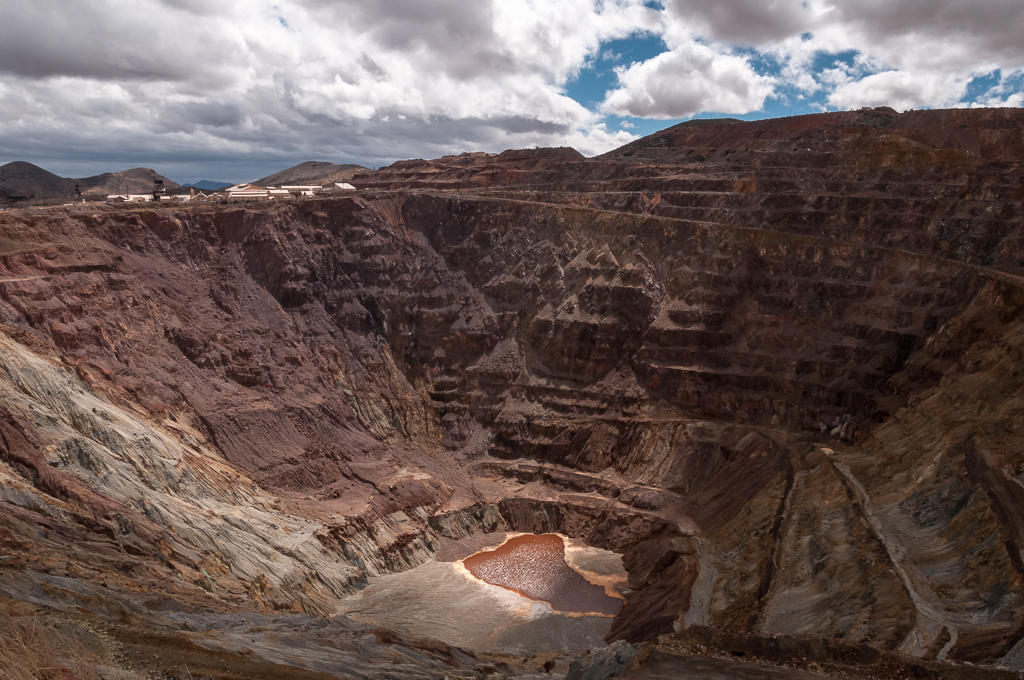
Лавандер-Пит

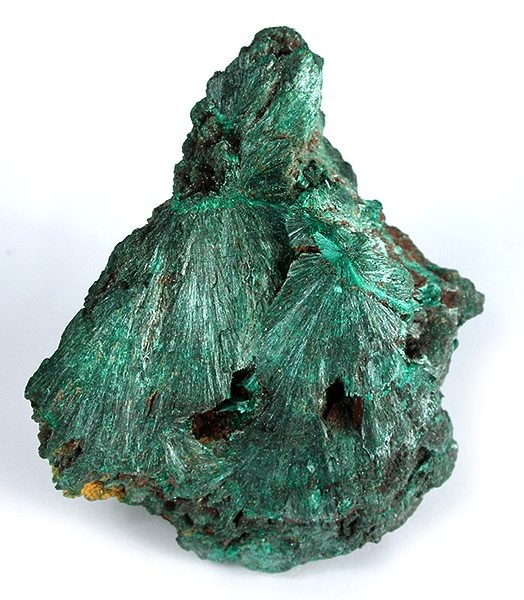
Образец брошантита из Лавандер-Пит

Лавандер-Пит (англ. Lavender Pit) — бывший медный рудник открытого типа, расположенный недалеко от Бисби в округе Кочис, штат Аризона, США. Он расположен недалеко от знаменитого рудника «Медная королева». Рудник «Лавандер-Пит» был назван в честь Харрисона М. Лавендера (1890-1952), который, будучи вице-президентом и генеральным менеджером корпорации Phelps Dodge, разработал и осуществил план по превращению ранее нерентабельной низкосортной медной породы этого района в промышленную медную руду. Из-за компетентной вмещающей породы, этот рудник имеет гораздо более крутые стороны, чем другие открытые медные рудники в юго-западном районе. Площадь карьера составляет 300 акров (1,2 км²), а глубина — 900 футов (274 м). Большие тонны отвальной породы размещаются вокруг Бисби, в частности, к северу от жилого района Уоррен и других частей юго-восточного района Мул-Маунтинс.

## История
Корпорация Phelps Dodge открыла рудник «Лавандер-Пит» в 1950 году на месте более раннего и высокосортного рудника «Сакраменто Хилл». Объём добычи до 1974 года составил 86 миллионов тонн руды со средним содержанием меди около 0,7 % или около 600 000 тонн произведенной меди, с золотом и серебром в качестве побочных продуктов. Около 256 миллионов тонн отходов было удалено, но часть из них была выщелочена кислотой для получения дополнительной меди. Бирюза также была побочным продуктом этой добычи. Бирюза Бисби, также известная как голубая бирюза Бисби, является одной из лучших бирюз, найденных в мире. Горные работы в карьере закончились в 1974 году. Неразработанное месторождение Кочис, расположенное непосредственно к северу от рудника Лавендер, содержит примерно 190 миллионов тонн породы, содержащей 0,4 % кислоторастворимой меди, которая может быть добыта в будущем.

## Местоположение
Шахта находится на координатах 31°25′55″ с. ш. 109°53′57″ з. д., на высоте 4941 фут (1506 м) над средним уровнем моря.